# Big Stan
Big Stan è un film commedia del 2007 diretto, prodotto e interpretato da Rob Schneider. Segna il debutto di Schneider alla regia.

## Trama
Quando il truffatore Stan Minton scopre che a breve finirà in prigione, assume un guru delle arti marziali che gli insegni delle tecniche per difendersi. Giunto in carcere, usa ciò che ha imparato dal "maestro" anche per aiutare gli altri detenuti e impedir loro di farsi del male a vicenda. Per questo, con il passare del tempo si guadagna la fiducia degli altri carcerati e ne diventa il capo.
Riesce a stabilire un clima armonioso nella prigione, ambiente che però ben presto viene rovinato dal direttore del carcere, che intende trarre profitto dalle guerre tra i carcerati, poiché un clima di violenza all'interno del carcere e la morte di alcuni carcerati potrebbero portare alla chiusura della prigione, permettendo così al direttore di vendere la struttura. Stan decide inizialmente di aiutarlo in cambio dell'uscita anticipata per buona condotta. Ma, il giorno dell'udienza, Stan decide di tornare nella prigione per salvare la vita ai suoi compagni.

## Produzione e distribuzione
Le riprese del film, iniziate a Los Angeles e terminate a Stockton, sono durate solo sei settimane. Le scene della prigione sono state girate in una vera prigione, quella di Stockton. Durante una ripresa a Stockton, Schneider collassò per intossicazione da cibo e per il troppo caldo. L'ufficio del direttore era in realtà una facciata costruita sul tetto del carcere.
Hanno fatto una comparsa nel film: il rapper Lil Rob, il quarterback dei Fresno Bulldogs Brandon Molale, l'ex giocatore di football Ahman Green e il pugile Diego Corrales.
Il film, che ha richiesto un budget di 10 milioni di dollari, ha guadagnato oltre 4 milioni, esclusi gli USA. In Russia ha guadagnato oltre i 935.000 dollari nel primo weekend.

## Colonna sonora
Tra i compositori delle canzoni della colonna sonora del film ci sono: Antoine Santiago, Jean Molos, Ramon Campos, Antoine Contreras, Ronnie Gold e Jason La Rocca.
Le canzoni della colonna sonora sono:
- "Vagabundo" - Los Ninos de Sara
- "La Cubanita" - Los Ninos de Sara
- "Una Muchacha" - Los Ninos de Sara
- "Wayfaring Stranger" - Ferrel Stove
- "Soul Talk" - Derrick Gardner & The Jazz Prophets
- "What You Want" - Dixie Witch
- "The Other Side" - Halfay To Gone
- "Unrapeable" - Stephen Hampton & John Adair
- "You're the Best" - Joe Esposito
- "Brandenburg Concerto No. 3" - The Royal Philharmonic Orchestra
- "Next Door In Heaven" - Ferrel Stove
- "Harder To Stand" - The Briggs
- "What You Want Nigga" - C-Bo
- "Carroll County Blues" - Ferrel Stowe
- "I Like Gangster Shit" - C-Bo
- "Cihualteco" - Mariachi All Star
- "Nihilist" - Raw Power
- "Wayfaring Soul" - Ryan Beveridge[5]